# Municipio de El Arenal (Hidalgo)
El municipio de El Arenal es uno de los ochenta y cuatro municipios que conforman el estado de Hidalgo, México. La cabecera municipal y la localidad más poblada es El Arenal.
El Arenal se localiza al centro del territorio hidalguense entre los paralelos 20°9′ y 20°18′ de latitud norte; los meridianos 98°48′ y 98°57′ de longitud oeste; con una altitud entre 1900 y 3000 m s. n. m. Este municipio cuenta con una superficie de 137.61 km², y representa el 0.66 % de la superficie del estado; dentro de la región geográfica denominada como Valle del Mezquital.
Colinda al norte con el municipio de Actopan; al este con los municipios de Actopan y Mineral del Chico; al sur con los municipios de Mineral del Chico y San Agustín Tlaxiaca; al oeste con los municipios de San Agustín Tlaxiaca y Actopan.

## Toponimia
El nombre de 'El Arenal' se debe a que en este lugar abunda la arena, aunque no se conoce su nombre náhuatl en otomí la población fue designada como 'Mohmu' que significa montón de arena.

## Geografía

### Relieve e hidrográfica

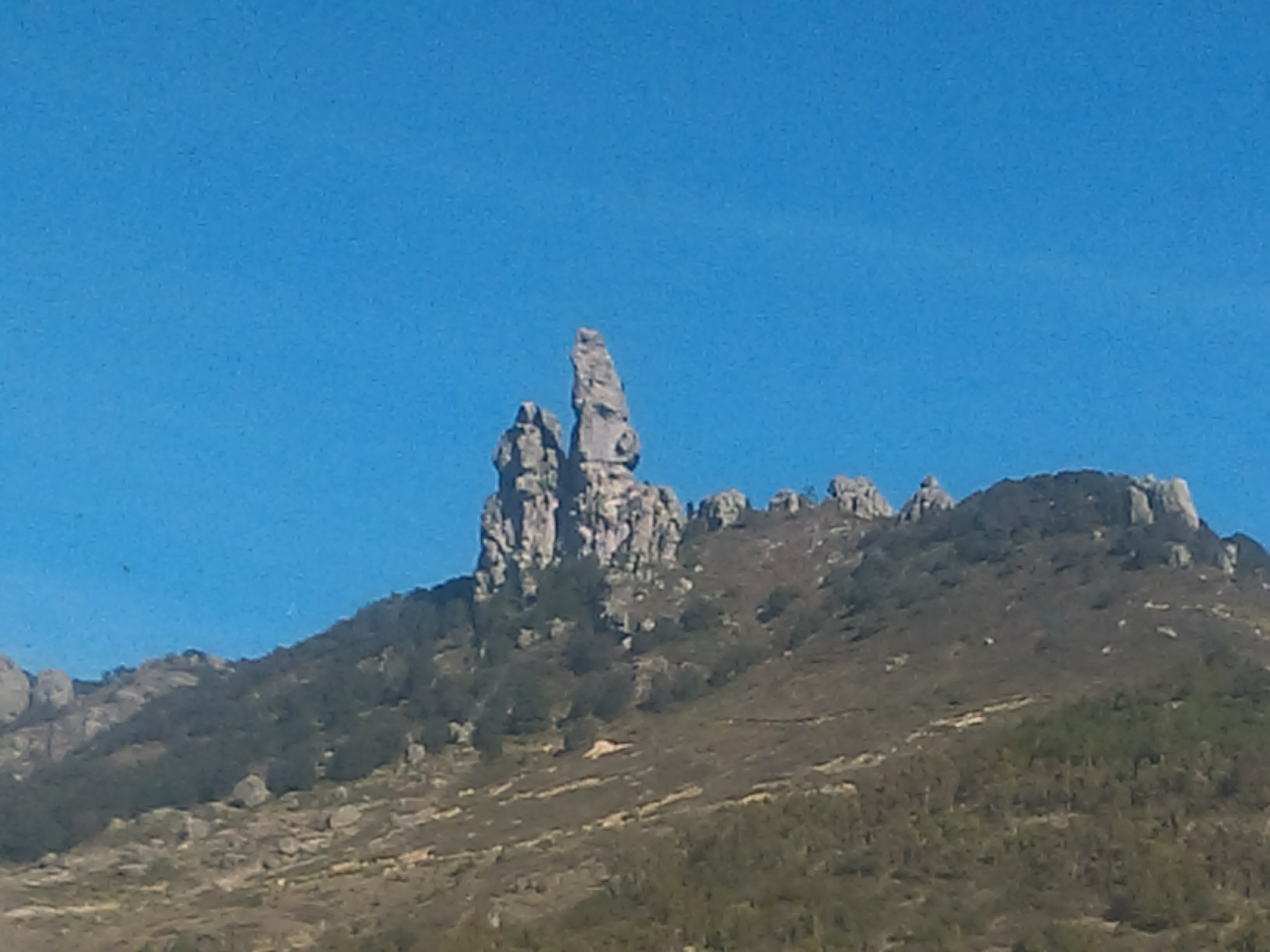
Los Frailes.

En cuanto a fisiografía se encuentra en las provincias Eje Neovolcánico (99.0%) y Sierra Madre Oriental (1.0%); dentro de la subprovincia de Llanuras y Sierras de Querétaro e Hidalgo (99.0%) y Carso Huasteco (1.0%). Su territorio es sierra (68.0%) y llanura (32.0%). Una de sus principales elevaciones es Los Frailes que llegan a semejar grandes cactus y figuras que parecieran enigmáticos frailes cubiertos por sus hábitos.
En cuanto a su geología corresponde al periodo neógeno (84.0%) y cuaternario (6.73%). Con rocas tipo ígnea extrusiva: volcanoclástico (57.0%), brecha volcánica ácida (11.0%), basalto -brecha volcánica básica (8.0%) y andesita - brecha volcánica intermedia (7.0%) y toba ácida (1.0); Suelo: aluvial (6.73%). En cuanto a edafología el suelo dominante es phaeozem (65.73%), cambisol (15.0%), leptosol (5.0%) y regosol (5.0%).
En lo que respecta a la hidrología se encuentra posicionado en la región hidrológica del Pánuco; en la cuenca del río Moctezuma; dentro de la subcuenca río Actopan (83.0%) y río Amajac (17.0%).

### Clima
El territorio municipal se encuentran los siguientes climas con su respectivo porcentaje: Templado subhúmedo con lluvias en verano, de menor humedad (54.0%), semiseco templado (38.0%), templado subhúmedo con lluvias en verano, de humedad media (6.0%) y templado subhúmedo con lluvias en verano, de mayor humedad (2.0%).
Se presenta un clima templado-frío, con una temperatura climatológica media anual de 16 °C con una precipitación total anual de 650 milímetros y un periodo de lluvias de junio a septiembre.

### Ecología
La flora está formada principalmente de matorrales, maguey, nopal, huisache, cactus, maíz, cebada, órgano, garambullo, biznaga, pitaya, mezquite y árboles como durazno, higo, granada, nuez y aguacate. La fauna son conejo, armadillo, lagartija, ratón de campo, camaleón, tlacuache, tuza, liebre, víbora, águila, gavilán, zopilote y ardilla.

## Demografía

### Población
De acuerdo a los resultados que presentó el Censo Población y Vivienda 2020 del INEGI, el municipio cuenta con un total de 19 836 habitantes, siendo   9575 hombres y 10 261 mujeres. Tiene una densidad de 144.2 hab/km², la mitad de la población tiene 28 años o menos, existen 93 hombres por cada 100 mujeres.
El porcentaje de población que habla lengua indígena es de 1.45 %, y el porcentaje de población que se considera afromexicana o afrodescendiente es de 0.49 %. Tiene una Tasa de alfabetización de 99.1 % en la población de 15 a 24 años, de 94.3 % en la población de 25 años y más. El porcentaje de población según nivel de escolaridad, es de 3.4 % sin escolaridad, el 62.8 % con educación básica, el 22.0 % con educación media superior, el 11.6 % con educación superior, y 0.2 % no especificado.
El porcentaje de población afiliada a servicios de salud es de 63.8 %. El 28.3 % se encuentra afiliada al IMSS, el 64.0 % al INSABI, el 6.5 % al ISSSTE, 0.8 % IMSS Bienestar, 0.3 % a las dependencias de salud de PEMEX, Defensa o Marina, 0.3 % a una institución privada, y el 0.4 % a otra institución. El porcentaje de población con alguna discapacidad es de 5.2 %. El porcentaje de población según situación conyugal, el 31.5 % se encuentra casada, el 32.3 % soltera, el 23.9 % en unión libre, el 6.5 % separada, el 1.1 % divorciada, el 4.7 % viuda.
Para 2020, el total de viviendas particulares habitadas es de 5 258 viviendas, representa el  0.6 % del total estatal. Con un promedio de ocupantes por vivienda 3.8 personas. La construcción es hecha a base de tabique, ladrillo, block, piedra o cemento, los techos principalmente son de loza, de concreto y los pisos de madera, mosaico, cemento o firme; sobre todo las que se encuentran ubicadas en la cabecera; mientras en las localidades presentan una construcción de adobe, y techos con lámina de asbesto o metálica, aunque este número de viviendas con este tipo de construcción ya es reducido. En el municipio para el año 2020, el servicio de energía eléctrica abarca una cobertura del 98.5 %; el servicio de agua entubada un 54.3 %; el servicio de drenaje cubre un 94.0 %; y el servicio sanitario un 95.6 %.

### Localidades

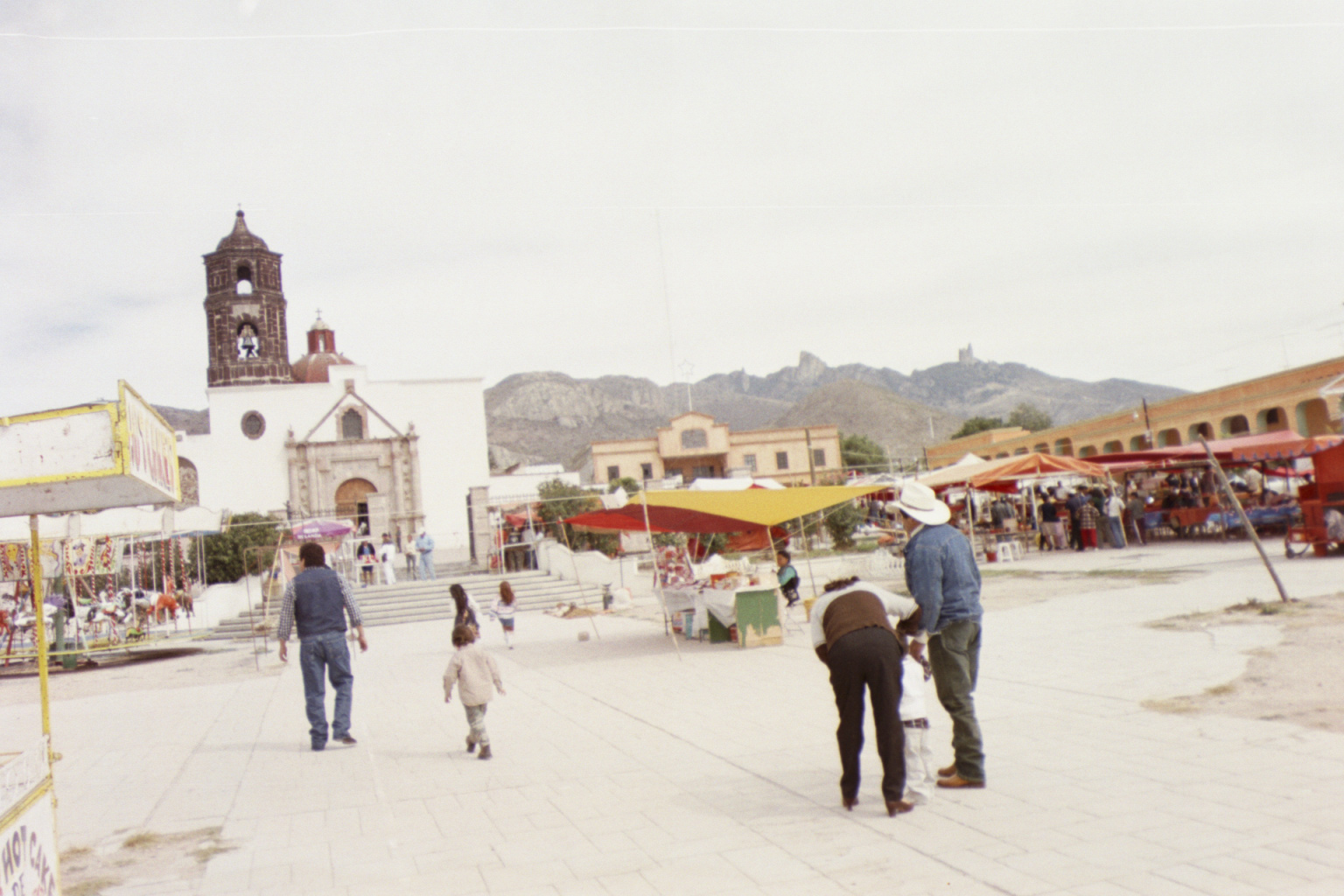
Localidad de El Arenal.

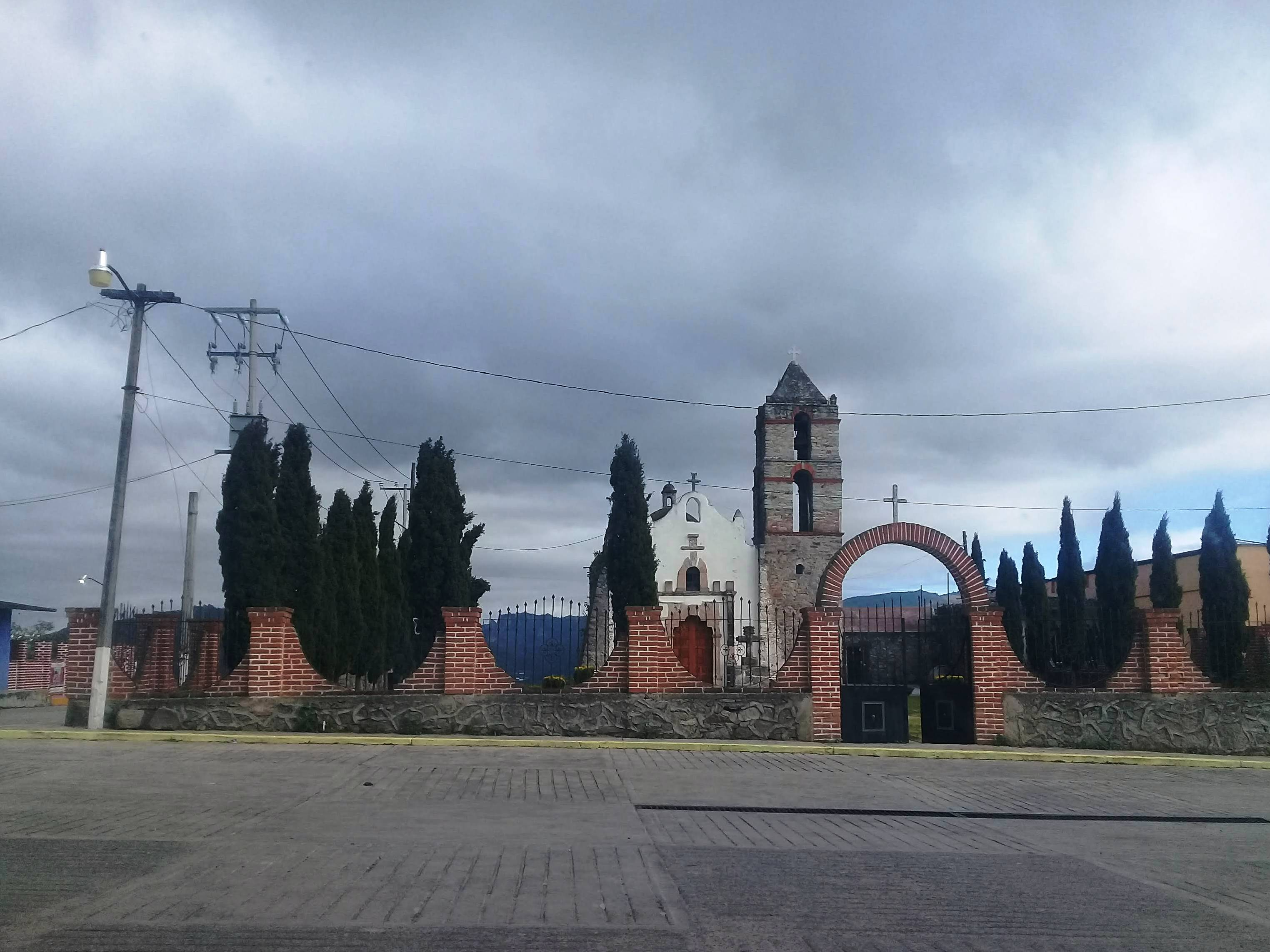
Localidad de San Jerónimo.

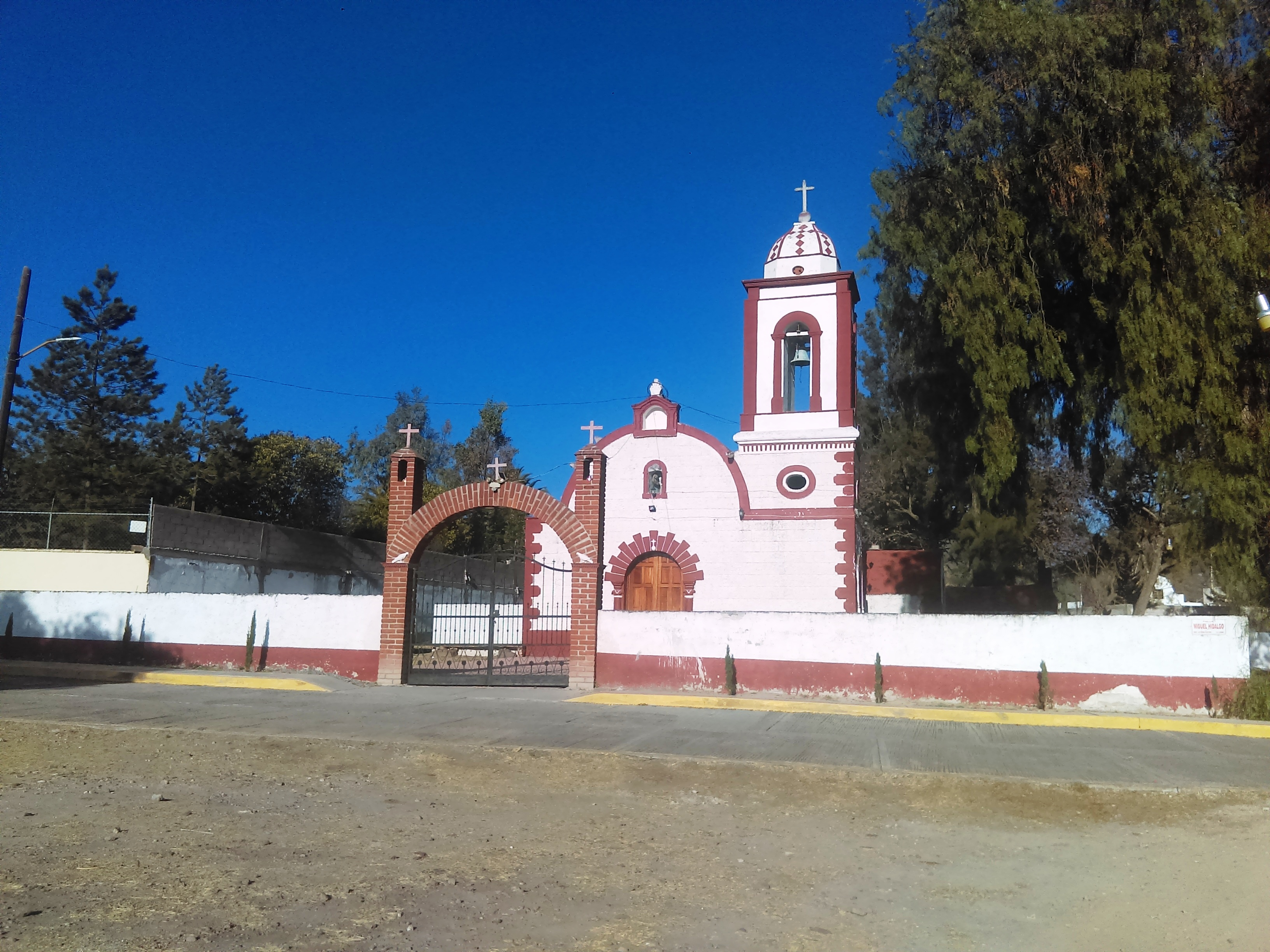
Localidad de El Rincón.

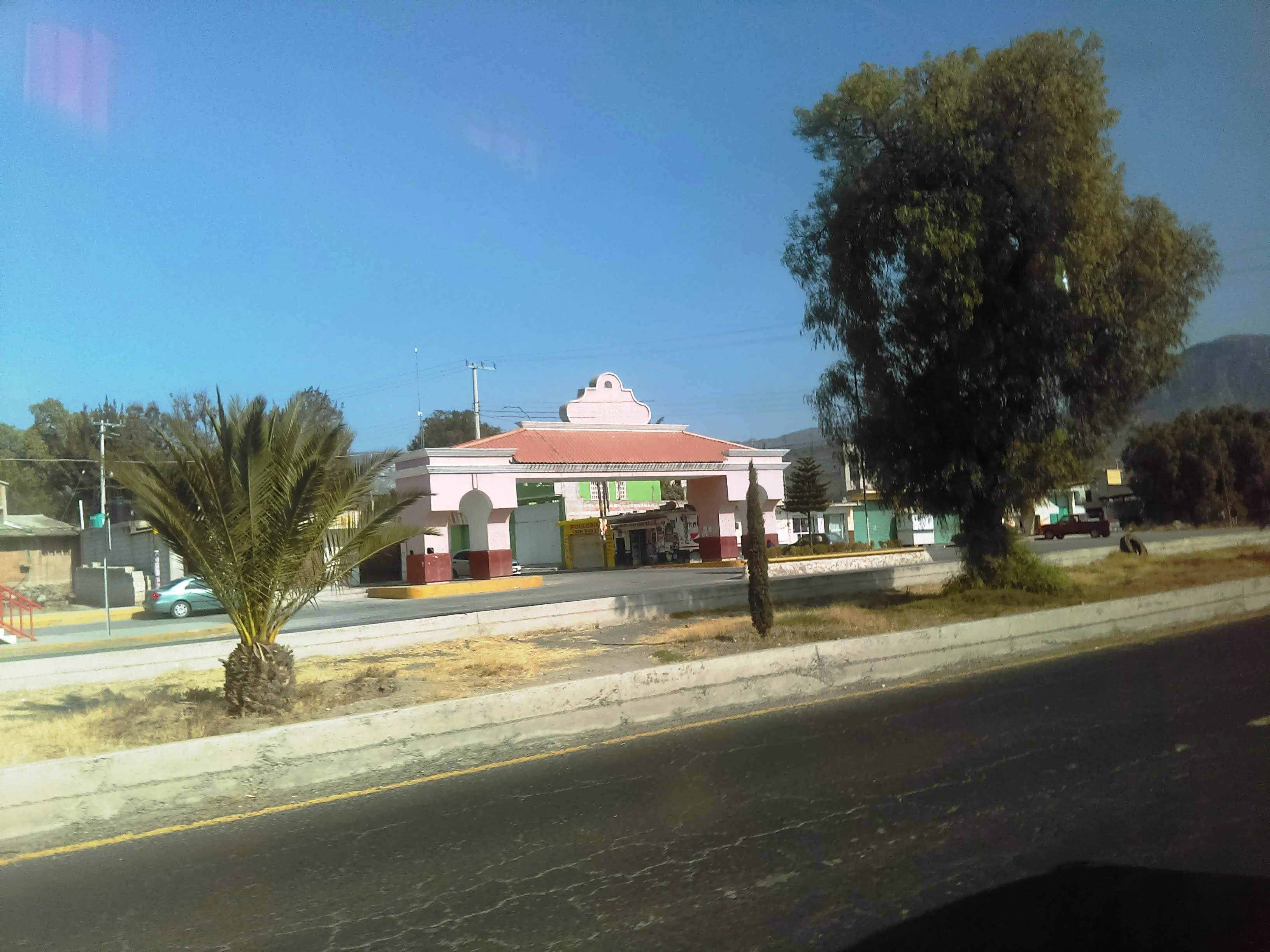
Localidad de San José Tepenene.

Para el año 2020, de acuerdo al Catálogo de Localidades, el municipio cuenta con 26 localidades.
| Código INEGI | Localidad                     | Población (2020) | Porcentaje (%) | Ámbito Población | Categoría Población |
| ------------ | ----------------------------- | ---------------- | -------------- | ---------------- | ------------------- |
| 130090001    | El Arenal                     | 3578             | 18.04          | Urbano           | Comunidad           |
| 130090005    | El Jiadi                      | 2672             | 13.47          | Urbano           | Comunidad           |
| 130090011    | San José Tepenene             | 2243             | 11.31          | Rural            | Comunidad           |
| 130090007    | Ojo de Agua San José Tepenene | 1823             | 9.19           | Rural            | Comunidad           |
| 130090002    | El Bocja                      | 1490             | 7.51           | Rural            | Comunidad           |
| 130090008    | El Rincón                     | 1029             | 5.19           | Rural            | Comunidad           |
| 130090006    | El Meje                       | 1024             | 5.16           | Rural            | Comunidad           |
| 130090020    | La Manzana Uno                | 1009             | 5.09           | Rural            | Comunidad           |
| 130090018    | La Sala                       | 956              | 4.82           | Rural            | Comunidad           |
| 130090012    | Veinte de Noviembre           | 738              | 3.72           | Rural            | Comunidad           |
| 130090013    | Ojo de Agua Santa Rosa        | 730              | 3.68           | Rural            | Comunidad           |
| 130090004    | Fray Francisco                | 525              | 2.65           | Rural            | Comunidad           |
| 130090009    | San Jerónimo                  | 484              | 2.44           | Rural            | Ranchería           |
| 130090003    | Chimilpa                      | 450              | 2.27           | Rural            | Ranchería           |
| 130090031    | La Azteca                     | 234              | 1.18           | Rural            | Ranchería           |
| 130090016    | Cosahuayán Grande             | 174              | 0.88           | Rural            | Ranchería           |
| 130090032    | El Sabino                     | 132              | 0.67           | Rural            | Ranchería           |
| 130090021    | La Garita (La Mina)           | 127              | 0.64           | Rural            | Ranchería           |
| 130090024    | El Ojua                       | 84               | 0.42           | Rural            | Ranchería           |
| 130090029    | El Paje                       | 78               | 0.39           | Rural            | Ranchería           |
| 130090017    | La Mesa                       | 65               | 0.33           | Rural            | Ranchería           |
| 130090028    | Las Peñitas                   | 65               | 0.33           | Rural            | Ranchería           |
| 130090033    | Villas del Arenal             | 59               | 0.30           | Rural            | Ranchería           |
| 130090027    | Puerto del Oro                | 55               | 0.28           | Rural            | Ranchería           |
| 130090010    | Santa Rosa                    | 11               | 0.06           | Rural            | Ranchería           |
| 130090030    | El Puerto de San Pedro        | 1                | 0.01           | Rural            | Ranchería           |

## Política
Se erigió como municipio el 15 de febrero de 1826. El Ayuntamiento está compuesto por: 1 presidente municipal, 1 síndico, 8 regidores y 37 delegados municipales. De acuerdo al Instituto Nacional electoral (INE) el municipio está integrado 11 secciones electorales, de la 0331 a la 0341. Para la elección de diputados federales a la Cámara de Diputados de México y diputados locales al Congreso de Hidalgo, se encuentra integrado al III Distrito Electoral Federal de Hidalgo y al VIII Distrito Electoral Local de Hidalgo. A nivel estatal administrativo pertenece a la Macrorregión V y a la Microrregión VII, además de a la Región Operativa XI Actopan.

### Cronología de presidentes municipales
| Periodo                  | Nombre                      | Afiliación política        |
| ------------------------ | --------------------------- | -------------------------- |
| 1964-1967                | Ranulfo Serrano Zúñiga      | -                          |
| 1967-1970                | Román Esparza Cruz          | -                          |
| 1970-1973                | Lucas Zúñiga Molina         | -                          |
| 1973-1976                | Celestino Vargas García     | -                          |
| 1976-1979                | René Espinosa Sánchez       | -                          |
| 1979-1982                | Rodrigo Oropeza Alamilla    | -                          |
| 1982-1985                | Delfino Tapia Acosta        | -                          |
| 1985-1988                | Tito Esparza García         | -                          |
| 1988-1991                | José A. Arrazola Calva      | -                          |
| 1991                     | Pedro Esparza Ángeles       | -                          |
| 1991-1994                | Rubén Oropeza Rangel        | -                          |
| 16/01/1994 al 15/01/1997 | Sergio Escamilla Cortés     | PRI                        |
| 16/01/1997 al 15/01/2000 | Antonio Serrano Moedano     | PRI                        |
| 16/01/2000 al 15/01/2003 | Adelfa Zúñiga Fuentes       | PRI                        |
| 16/01/2003 al 15/01/2006 | Arturo Hernández Oropeza    | PRI                        |
| 16/01/2006 al 15/01/2009 | Moisés Serrano Pérez        | PRI                        |
| 16/01/2009 al 15/01/2012 | Adolfo Zúñiga Fuentes       | Coalición Mas x Hidalgo    |
| 16/01/2012 al 04/09/2016 | Adelfa Zúñiga Fuentes       | PRI                        |
| 05/09/2016 al 04/09/2020 | María Beatriz Peña Reséndiz | PRI                        |
| 05/09/2020 al 14/12/2020 | Salvador Orta Martínez      | Concejo Municipal Interino |
| 15/12/2020 al 04/09/2024 | Ranulfo Serrano Moedano     | PRI                        |
| 05/09/2024 al 04/09/2027 | Jensen Benony Oropeza Pérez | PRI                        |

## Economía

Tianguis en El Arenal.

En 2015 el municipio presenta un IDH de 0.729 Alto, por lo que ocupa el lugar 35.º a nivel estatal; y en 2005 presentó un PIB de $487 570 627 pesos mexicanos, y un PIB per cápita de $32 525 (pesos a precios corrientes de 2005).
De acuerdo con el Consejo Nacional de Evaluación de la Política de Desarrollo Social (Coneval), el municipio registra un Índice de Marginación Bajo; y el 50.8% de la población se encuentra en pobreza moderada y 16.1%  se encuentra en pobreza extrema.
A datos de 2015, en materia de agricultura se cosechan diferentes productos, maíz con una producción de 6625 toneladas, frijol con 121 toneladas y alfalfa verde con 7365 toneladas; además existe la producción doméstica de higo, granada, nuez, durazno y aguacate. La ganadería se obtuvo una producción de 3746 cabezas de ganado ovino, 646 cabezas de ganado caprino y 874 de porcino. En relación con la avicultura, es una de las actividades ganaderas más importantes en el territorio se dio un registro de 133 752. E
Cuenta con pequeñas empresas y negocios, una de las industrias que ha tenido mayor auge es la fabricación de tabique horneado de arcilla. Cuenta también con un tianguis semanal donde se venden productos de la región, siete tiendas Diconsa y una lechería Liconsa.
De acuerdo con cifras al año 2015 presentadas en los censos económicos del INEGI, la Población Económicamente Activa (PEA) de 12 años y más del municipio asciende a 7290 de las cuales 7081 se encuentran ocupadas y 209 se encuentran desocupadas. El 10.55% pertenece al sector primario, el 33.92% pertenece al sector secundario, el 53.58% pertenece al sector terciario.